# Huambo (prowincja)
Huambo – jest jedną z mniejszych prowincji Angoli, znajdująca się w centralnej części kraju. Stolicą jest Huambo, które do 1975 roku nosiło portugalską nazwę Nova Lisboa (Nowa Lizbona).
Huambo graniczy z czterema prowincjami, od północnego zachodu z Kwanzą Południową, na wschodzie z Bié, na południu z Huíla i na zachodzie z Benguelą.
W większości zamieszkana przez lud Owimbundu. Głównym zajęciem ludności jest rolnictwo, a prowincja z główną uprawą kukurydzy, była kiedyś uważana za spichlerz Angoli. W północnej części regionu uprawia się znaczne zasoby batatów, których nadwyżki są eksportowane do Luandy.
Park przemysłowy mocno ucierpiał podczas wojny domowej w Angoli i jest w trakcie odbudowy. Huambo posiada drugą co do wielkości sieć hotelową w Angoli, po Luandzie.
W prowincji znajduje się Morro de Môco (2620 m n.p.m.), który jest najwyższym szczytem w Angoli.

## Podział administracyjny
W skład prowincji wchodzi 11 hrabstw:
| - Huambo - Londuimbale - Bailundo - Mungo - Tchindjenje - Ucuma - Ekunha - Tchicala-Tcholoanga - Catchiungo - Longonjo - Caála |